# CELL REGZA

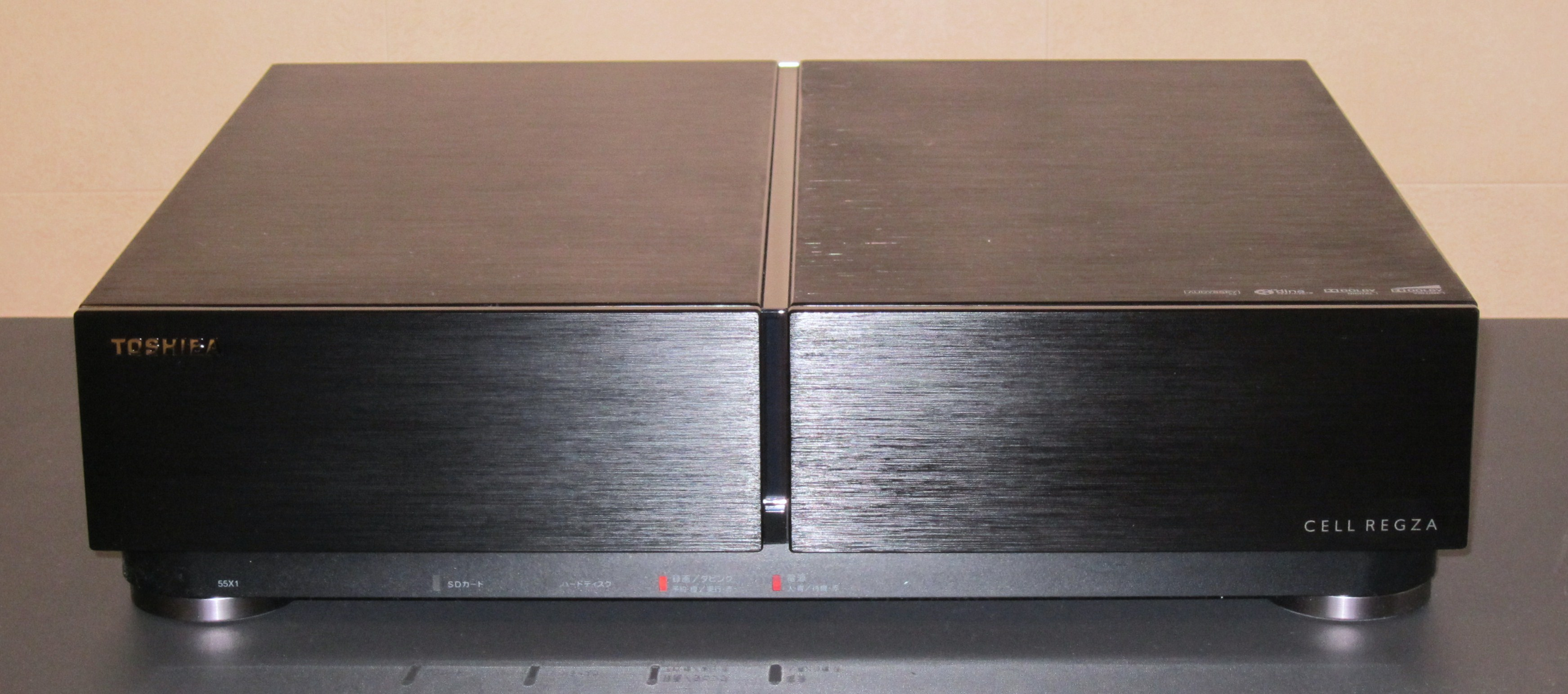
55X1用CELL BOX

CELL REGZA（セル・レグザ）とはCell Broadband Engineを搭載した初めての液晶テレビである。東芝が発売しているREGZAシリーズの1つ。

## 概要

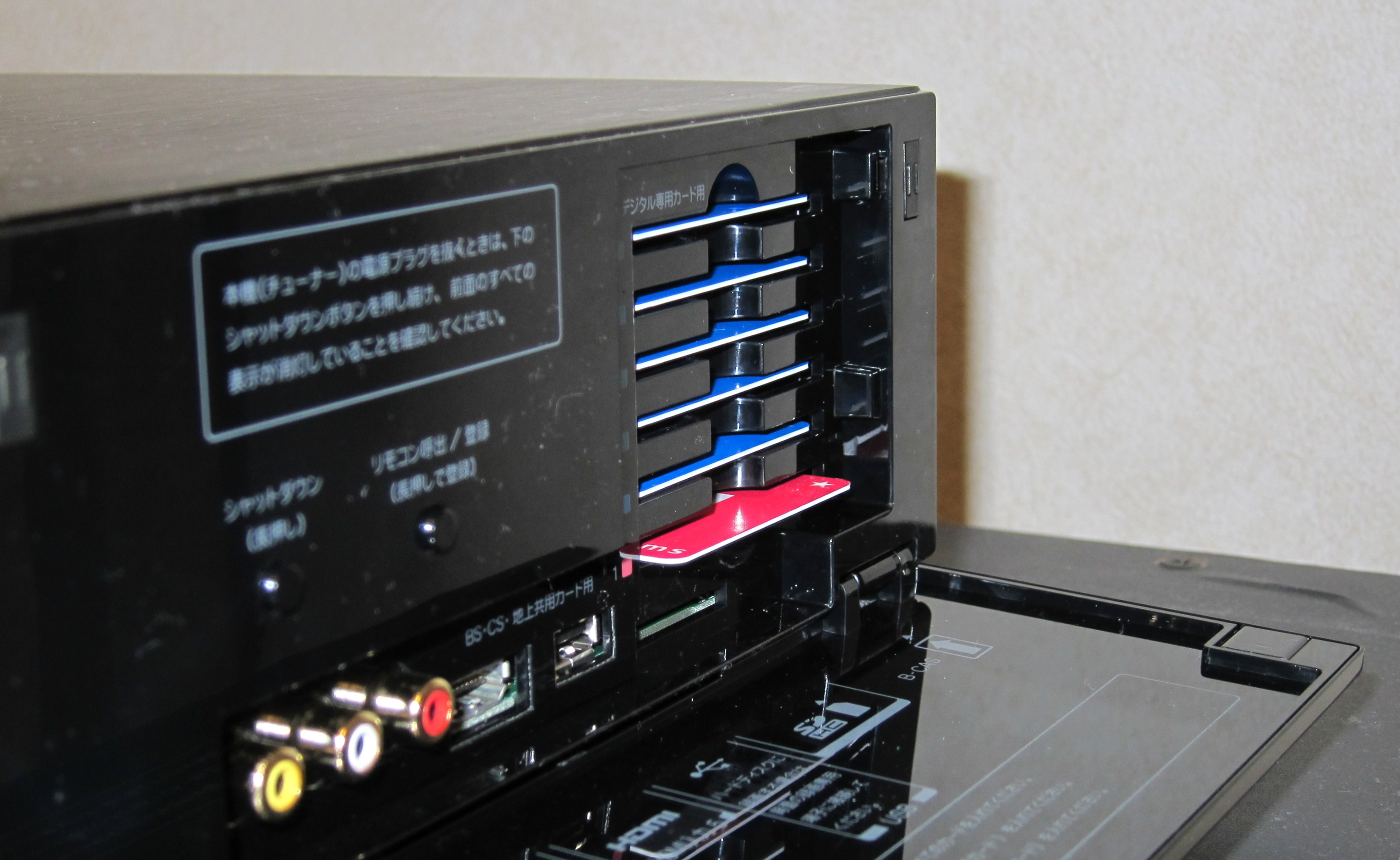
CELL BOXに差し込まれた6枚のB-CASカード

東芝が製造し、プレイステーション3などに使われている高性能CPU「Cell Broadband Engine」（以下CELLと略）を、同社のREGZAに搭載し、高度な超解像処理などを行う構想は2008年頃から公表されていた。初のCELL搭載REGZAとなる55V型の「55X1」が2009年10月に発表され、同年12月10日に発売。実売価格100万円の超高額モデルであった。従来機種に比べ大幅に強化した超解像度、LEDバックライトの512分割エリア制御、地デジチューナー11基/BS・110度CSデジタルチューナー3基/3TB HDDでの録画機能などにCELLの処理能力を活用している。
搭載しているCELLは、PC用マイクロプロセッサ（Intel Core 2 Duo）の10倍の処理速度と、同社の製造するTVの演算能力（メタブレイン）の143倍を誇る。14のチューナーと3 TBのHDDを備えており、地上デジタル放送を自動的に8チャンネル録画可能。メガLEDを搭載し、Wスキャン倍速（倍速液晶）やW録画、フルHD、そして上記のHDD以外にもUSB接続のHDDを増設して録画できる。もちろん、「おまかせドンピシャ高画質」も搭載している。
ウェブブラウザとしてOperaを搭載しており、インターネットに接続した状態であればブラウジングも可能となっている。このOperaも超解像処理に対応しており、YouTubeなどの動画サイトを表示した際に効果を発揮する。
また、モニター部と「CELL BOX」と呼ばれるチューナー部が分離されたセパレートタイプとなっており、リモコンも全方位送信ができる電波方式を採用している。
2010年秋冬モデルである55X2、「CELL REGZA スリム」XE2シリーズでは3D映像に対応。CELLが持つ高い演算能力を生かし、3D超解像技術やバックライトコントロールシステム（55X2のみ）、「おまかせドンピシャ高画質3D」等を組み合わせた「CELLレグザ3D高画質化システム」を備えている。なお本シリーズの2010年秋冬モデルは東芝製の据置型デジタルTVで初めて地上アナログチューナーを廃止し、デジタル3波チューナーのみの搭載となっている。
2010年1月に放送されたNHKスペシャル「メイド・イン・ジャパンの命運」にて、日本メーカーの取り組みとして製品「55X1」の開発現場の様子が放送された。

## ラインナップ

### 2009年秋冬モデル
- X1 - タイムシフトマシン用2TB、通常録画用1TBの計3TBのハードディスクと、タイムシフトマシン用地上デジタルチューナー8個、通常視聴・録画用地上デジタルチューナー3個、BS・110度CSデジタルチューナー2個、地上アナログ用チューナー1個の合計13個のチューナーを搭載。YouTube再生機能があり、CELLプラットフォーム超解像技術により、低解像度・低画質の映像も高精細で楽しめる。また、番組表では地上デジタル放送のチャンネル表示の上に小画面を設け、リアルタイムで放送の様子を見ながら番組を探すことができる（2009年12月発売）

※「おまかせドンピシャ高画質3」を搭載。

### 2010年秋冬モデル
- X2 - 毎秒240コマの4倍速で再現し、しかもバックライトのON/OFFを駆使することで効率的に残像感を減らす「Wスキャンハイスピード4倍速」を搭載。さらに、3,072個のLEDとコントロールシステムにより業界トップクラスのピーク輝度を実現する「メガLEDパネル」を搭載した。また、放送をさかのぼって自由に番組を楽しめる「タイムシフトマシン2」を搭載。録画する曜日や時間帯を指定できるようになったほか、X1では録画するチャンネル数を問わず固定されていた最大録画時間も設定したチャンネル数に応じて変化し、最大で約102時間（1～2チャンネル設定時）まで録画時間を延ばすことが可能になった。音質もさらにこだわり、総合出力100Wのリニアフェーズフィルター搭載マルチアンプシステム「CELLレグザパワーオーディオシステム」を搭載した。（2010年10月下旬発売）
- XE2 - 4倍速機能がバックライト制御なしの「ハイスピード4倍速」、液晶パネルが「4倍速LEDパネル」、音質がXリニアフェーズフィルター搭載マルチアンプシステム「CELLレグザオーディオシステム2」に変更されている点以外はX2と共通。また、ラインナップも55v型に加え、46v型もラインナップする。なお、LEDバックライトの採用により、ディスプレイ部は奥行き29mmの超薄型設計となっている。（2010年10月上旬発売）

※映像エンジンに「CELLレグザエンジン」、超解像技術に「CELLレグザ 3D超解像技術」を採用。「おまかせドンピシャ高画質3D」も搭載する。X2シリーズ・XE2シリーズ共専用グラス「レグザ3Dグラス」1個が同梱される。